# Nan Dieter-Conklin
Nan Dieter-Conklin   (Springfield, 1926 - Seattle, 16 de novembre de 2014), també coneguda com Nannielou Reier Hepburn Dieter Conklin, va ser una radioastrònoma estatunidenca.

## Joventut
Nannielou Reier va néixer a Springfield (Illinois), filla de Paul G. Reier. Va assistir al Goucher College per estudiar matemàtiques, però un curs d'astronomia impartit per Helen Dodson va despertar el seu interès en aquesta matèria. Dieter va fer pràctiques d'estiu a l'Observatori Maria Mitchell, treballant amb Margaret Harwood. Va completar els estudis de doctorat al Radcliffe College el 1958, utilitzant les seves pròpies dades de radioastronomia a la seva tesi sobre Galaxy M33. La seva investigació va implicar el radiotelescopi a Harvard, i va fer un curs de Harvard sobre estrelles variables de Cecilia Payne-Gaposchkin. Els astrònoms Frank Drake i May Kaftan-Kassim formaven part de la cohort d'astronomia de Dieter a Harvard.

## Carrera professional
Després de la universitat, Nan Dieter va treballar per a la U.S. Coast and Geodetic Survey. Va ser contractada pel Laboratori d'Investigació Naval quan van adquirir un radiotelescopi. Va publicar investigacions de radioastronomia sobre erupcions solars a partir de 1952, i se la considera «la primera dona radioastrònoma dels Estats Units d'Amèrica» basat en aquest treball (Ruby Payne-Scott, una australiana, és reconeguda com la primera dona radioastrònoma). Durant el seu treball de postgrau a Massachusetts, va formar part del personal dels Laboratoris de Recerca de la Força Aèria de Cambridge a Hanscom Field. El 1965, després d'haver acabat el seu doctorat, es va incorporar al personal del Laboratori de Ràdio Astronomia de la Universitat de Califòrnia, Berkeley.
Dieter-Conklin es va retirar de Berkeley per motius de salut el 1977, però va continuar investigant i publicant com va poder. Els seus últims articles acadèmics, tots sobre la composició dels núvols interestel·lars, es van publicar el 2009, 2010 i 2014. També va publicar una memòria, Two Paths to Heaven's Gate, el 2006.
Va ser entrevistada i fotografiada juntament amb Vera Rubin i Paris Pişmiş com a astrònomes que assistien a la conferència de la Societat Astronòmica Americana a Arizona el 1963. El 1964 va guanyar el primer premi Patricia Kayes Glass, al Simposi de Ciència i Enginyeria de la Força Aèria celebrat a Brooks Air Force Base a Texas. Va donar una entrevista d'història oral a Berkeley el 1977, mirant enrere sobre la seva educació i carrera.

## Vida personal
Nan Dieter-Conklin va estar casada amb W. Peters Hepburn Jr. de 1950 a 1953, i amb el científic Carlisle L. Dieter. Va tenir dues filles, nascudes el 1951 (Amy Hepburn) i el 1958 (Aleemna K Wraye).
Li van diagnosticar esclerosi múltiple el 1960. Es va casar amb el seu tercer marit, Garret Conklin, el 1968; va quedar vídua quan ell va morir el 2002. Va morir a Seattle el 2014, als 88 anys d'edat.